# Sztrugovo
Sztrugovo (macedónul: Стругово) település Észak-Macedóniában, a Pelagonijai körzet Demir Hiszar-i járásában.

## Népesség
| Lakosok száma | 645  | 644  | 607  | 550  | 535  | 483  | 353  | 286  | 184  |
|               | 1948 | 1953 | 1961 | 1971 | 1981 | 1991 | 1994 | 2002 | 2021 |

- 2002-ben 286 lakosa volt, akik közül 285 macedón és 1 egyéb.